# Gspaltenhorn
Le Gspaltenhorn est un sommet des Alpes bernoises en Suisse. Il culmine à 3 436 mètres d'altitude.

## Géographie

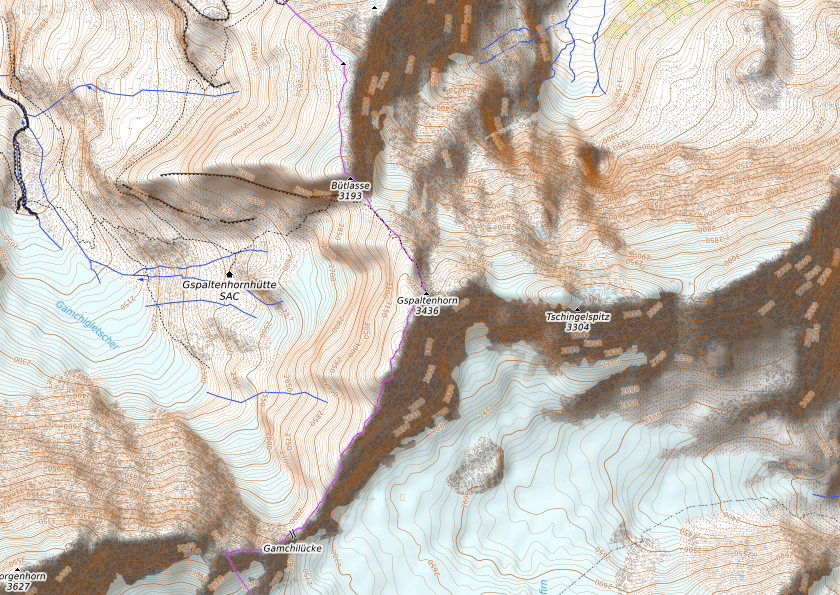
Carte topographique.

Le Gspaltenhorn est situé dans les Alpes bernoises à l'est du Blüemlisalp.

## Source
- Gspaltenhorn on Hikr
- Gspaltenhorn on Summitpost